# Dequinha
Dequinha, właśc. José Mendonça dos Santos (ur. 19 marca 1928 w Mossoró, zm. 23 lipca 1997 w Aracaju) – brazylijski piłkarz, występujący na pozycji ofensywnego pomocnika.

## Kariera klubowa
Karierę piłkarską Dequinha zaczął w klubie Atletico Mossoró w 1946 roku. W 1947 przeszedł do ABC Natal. W klubie z Natal grał do 1948 roku. Rok 1949 spędził w lokalnym rywalu Américe, z którą zdobył mistrzostwo Stanu Rio Grande do Norte – Campeonato Potiguar. W 1950 przeszedł do CR Flamengo i grał w nim do 1959 roku. Z Flamengo trzykrotnie zdobył mistrzostwo Stanu Rio de Janeiro – Campeonato Carioca w 1953, 1954 i 1955 roku. Ostatnim etapem kariery była Campo Grande Rio de Janeiro, gdzie zakończył karierę w 1962 roku.

## Kariera reprezentacyjna
W reprezentacji Brazylii Dequinha zadebiutował 18 maja 1955 w meczu z reprezentacją Chile. Rok wcześniej w 1954 roku Dequinha był członkiem kadry na mistrzostwa świata w Szwajcarii, na których Brazylia odpadła w ćwierćfinale z reprezentacją Węgier. Dequinha nie zagrał w żadnym meczu turnieju. 9 maja 1956 Dequinha zagrał w meczu z reprezentacją Anglii i był to jego ostatni mecz w reprezentacji. Łącznie zagrał w barwach canarinhos 7 meczów.